# Loch Oich
Loch Oich (Skotsk gaeliska: Loch Omhaich) är en sötvattensjö i Skottlands högländer vilken är en del av Caledonian kanals vattensystem och dess högsta punkt.
.
Den smala sjön ligger sydväst om Loch Ness och nordväst om Loch Lochy i den geologiska förkastningen Great Glen
.
Sjön får sitt tillflöde från floden Garry, som avvattnar Loch Garry) som ligger väster om Oich, och Oich har sitt utlopp i den norra änden där den mynnar ut i River Oich.
Loch Oich viltliv är rikt med en rikt bestånd av olika fiskar, amfibier, reptiler, fåglar och däggdjur. Varje höst vandrar Atlantlaxen upp från havet där den söker upp sina födelseplatser i Loch Oich, Loch Lochy och Loch Ness för att leka. Efter två år har nästa generation laxyngel växt upp till cirka 20 centimeter och kallas smolt när de är mogna att vandra till havet för att där stanna till den blir könsmogen och mångdubbelt tyngre.